# D×TOWN
『D×TOWN』は、D-BOYSの遠藤雄弥、五十嵐隼士、鈴木裕樹、瀬戸康史、柳下大 とD2の山田裕貴がそれぞれ主演を務め、6人の映画監督（青山真治、前田弘二、月川翔、塩田明彦、三島有紀子、佐々部清）とタッグを組んだ6作品のテレビドラマ。

## 概要
様々な「街」を舞台に1作品4話で構成され、若者たちの物語や青春を描く。2012年4月6日から毎週金曜日25:23 - 25:53、テレビ東京で放送。
またネスレアミューズサイトでも本編を配信する。（各話OA翌週の毎週金曜12：00 - 配信 ※初回は4月13日12：00 - ）
- 第1弾 『スパイダーズなう』 五十嵐隼士 × 青山真治監督
- 第2弾 『太陽は待ってくれない』 鈴木裕樹 × 前田弘二監督
- 第3弾 『ボクらが恋愛できない理由』 山田裕貴 × 月川翔監督
- 第4弾 『スパイ特区』 瀬戸康史 × 塩田明彦監督
- 第5弾 『心の音（ここのね）』 遠藤雄弥 × 三島有紀子監督
- 第6弾 『痕跡や』 柳下大 × 佐々部清監督

## 作品

### スパイダーズなう
放送：2012年4月6日 - 4月27日
- キャスト 
  - マサル（ギター・ヴォーカル） - 五十嵐隼士
  - ニーナ（ヴォーカル） - ノーマ
  - ナダ（キーボード） - 足立理
  - タツアニ（ドラムス） - 渋川清彦
  - シゲオ（ナダの知人） - 光石研
  - 横坂（バーのマスター） - 斉藤陽一郎

- スタッフ 
  - 監督・脚本・音楽 - 青山真治
  - 音楽 - 山田勲生
  - 助監督 - 水野貴之
  - 助監督応援 - 杉山嘉一
  - プロデューサー - 植村真紀（ディーライツ）
  - 特別協力 - 北九州市
  - 制作協力 - ディーライツ、カズモ

- 挿入曲 
  - 「Stack-a-lee」（traditioanl）Performed by 斉藤陽一郎
  - 「Maple Leaf Rag」（Scott Joplin）Performed by 斉藤陽一郎
- 劇中使用曲
  - スパイダーズ・フロム・アース演奏曲
  - 「Nowhereville」「息もできない」「The Future never Knows」「HALL」 作詞 作曲：青山真治、山田勲生
  - ヒガシバンド演奏曲
  - 「Night Boogie Chillen」 作詞 作曲：青山真治
  - 「Boy Toy」 作詞 作曲：青山真治

### 太陽は待ってくれない
放送：2012年5月4日 - 5月25日
- キャスト
  - 江口 光（映画監督志望） - 鈴木裕樹
  - 江口 昭夫（光の兄） - 宇野祥平
  - 中川 冴（カズマの知り合い） - 高梨臨
  - 箕輪 ユイカ（スーパーマーケット店員） - 岸井ゆきの
  - 佐久間 冝喜（映画監督） - 浜野謙太
  - 磯田 麻里（佐久間の婚約者） - 佐藤寛子
  - カズマ（バーのマスター） - 城田優（友情出演）

- スタッフ 
  - 脚本 - 清水匡、高田亮
  - 監督 - 前田弘二
  - 題字・イラスト - 福嶋舞
  - 助監督 - 窪田祐介
  - 監督助手 - 倉光哲司、遠藤圭悟
  - プロデューサー - 根岸洋之（マッチポイント）
  - プロデュースアシスタント - 柴山佑紀（マッチポイント）
  - 制作協力 - マッチポイント

- 音楽 
  - きだしゅんすけ featuring.「テキサスの黄色いバラ」（traditional）
  - クラリネット：広瀬汀 / レコーディング&ミックスエンジニア：湊雅行

### ボクらが恋愛できない理由
放送：2012年6月1日 - 6月22日
- キャスト
  - 宮本 研志（思春期を迎えている高校生） - 山田裕貴
  - 戸川 竜一（研志の悪友） - 堀井新太
  - 沼津 隆（研志の悪友） - 大久保祥太郎
  - 佐々木 誠（研志の悪友） - 志尊淳
  - 遠藤 香奈子（研志の彼女） - 趣里
  - 新山 夏美（研志の先輩） - 青木英李
  - 西村 悟（夏美の彼氏） - 近江陽一郎
  - 鈴木さん（Cafe NESCAFE'の店員） - 大沢ひかる

- スタッフ
  - 監督・脚本・編集 - 月川翔
  - 監督助手 - 山田祐輔、宇津野達哉
  - 選曲・効果 - 栗山伸彦
  - 制作デスク - 吉川真以（ザフール）
  - プロデューサー - 古賀俊輔（ザフール）
  - ラインプロデューサー - 大原盛雄
  - ポストプロダクションスーパーバイザー - 佐藤正晃
  - 特別協力 - Cafe NESCAFE'
  - 制作協力 - ザフール

### D×TOWN 特別篇 第一弾
放送：2012年6月29日
2012年4月6日 - 6月22日の期間に放映した3作品のメイキングを放送する。
- スタッフ
  - メイキング撮影 - 矢口将樹、高橋悠
  - 構成 - 三田俊之
  - 編集 - 小野和弘、宮崎歩（studio view）
  - EED - 亀山和寛（studio view）
  - MA - 上林俊哉（studio view）
  - ディレクター - 楢本皓（studio view）
  - 制作協力 - studio view

### スパイ特区
放送：2012年7月6日 - 7月27日
- キャスト
  - 青野 良介（情報屋・占い師） - 瀬戸康史
  - 幸村 新一 - 碓井将大
  - 北川 夏海（中華屋の娘） - 吉永淳
  - 桐野 弥生（青野の上司） - 霧島れいか
  - 木元（バーのマスター） - 牧田哲也

- スタッフ
  - 監督・脚本 - 塩田明彦
  - 助監督 - 毛利安孝
  - 監督助手 - 下川龍一、平野晋吾
  - 音楽 - きだしゅんすけ
  - バイオリン - 河辺靖仁
  - レコーディングエンジニア - 斉藤粋生
  - ガン・エフェクト - 遊佐和寿
  - CG - 横石淳
  - MA・音響効果 - 高島良太
  - プロデューサー - 根岸洋之（マッチポイント）
  - ラインプロデューサー - 吉見拓真
  - 協力プロデューサー - 原田耕治
  - プロデュースアシスタント - 柴山佑紀（マッチポイント）
  - 協力 - 日本照明、アップルボックス、IMAGICA
  - 制作協力 - マッチポイント

### 心の音（ココノネ）
放送：2012年8月10日 - 8月31日
- キャスト
  - 侑 - 遠藤雄弥
  - 奈津子 - 緒川たまき
  - 岸田涼子（テレビ局のディレクター ）- 東加奈子
  - 浩平 （侑の幼なじみ）- 加治将樹
  - めぐみ （侑の幼なじみ）- 石橋菜津美
  - センセー（侑の親代わり） - 千葉哲也
  - 川島雄二（写真出演） - 桐島ローランド
  - 看護婦 - 鈴木聖奈

- スタッフ
  - 監督・脚本 -  三島有紀子
  - 撮影  -  月永雄太
  - 照明 -  大久保礼司
  - 録音 -  小黒健太郎
  - 美術 - 石毛朗
  - 編集  - 加藤ひとみ
  - 音楽  - 長嶌寛幸
  - 助監督 - 谷洋平
  - MA - 伊香真生
  - 音響効果 - 赤澤勇二
  - ラインプロデューサー - 斎藤寛朗（ディーライツ）
  - プロデューサー- 植村真紀（ディーライツ）
  - 特別協力 - 長野県阿智村

### D×TOWN 特別篇 第二弾
放送：2012年8月31日
7月- 9月放送の3作品（『スパイ特区』、『心の音』、『痕跡や』）の見どころ＆メイキングを放送
- スタッフ
  - メイキング撮影 - 矢口将樹、高橋悠
  - 構成 - 三田俊之
  - 編集 - 小野和弘、宮崎歩（studio view）
  - EED - 亀山和寛（studio view）
  - MA - 上林俊哉（studio view）
  - ディレクター - 楢本皓（studio view）
  - 制作協力 - studio view

### 痕跡や
放送：2012年9月7日 - 9月28日
- キャスト
  - 井口 駿太郎 - 柳下大
  - 織原（「痕跡や」店主）- 井上順
  - 西野 日和（カメラマンの卵）- 長渕文音
  - 森川 圭太（駿太郎の元同僚）- 金井勇太
  - 雨宮（ネットカフェで知り合う男）- 中野裕太
  - ネットカフェの従業員 - 柳浩太郎(友情出演)
  - 痕跡本マニア - 伊崎充則
  - 巡礼する男 - 波田陽区
  - 須藤（盗犯課の刑事） - 古舘寛治

- スタッフ
  - 監督 - 佐々部清
  - 脚本 - 青島武
  - 撮影 - 坂江正明
  - 照明 - 守利賢一
  - 美術 - 若松孝市
  - 録音 - 西條博介
  - 助監督 - 甲斐聖太郎
  - 編集 - 河原弘志
  - 制作担当 - 澤井克一
  - キャスティング - 空閑由美子
  - アソシエイトプロデューサー - 古森正泰
  - 制作協力 - シネムーブ
  - 特別協力 - 横浜市黄金町

## 全話共通スタッフ
- 企画 - 渡辺ミキ
- タイトルバック / CG - 本田貴雄
- エグゼティブプロデューサー - 吉田正樹、大澤剛（ワタナベエンターテインメント）
- プロデューサー - 小穴勝幸（アットムービー）、田村令（ワタナベエンターテインメント）
- プロデュースアシスタント - 増山紘美（アットムービー）
- プロデュース - 森谷雄（アットムービー）
- 制作プロダクション - アットムービー
- 制作 / 著作 - ワタナベエンターテインメント

## テーマ曲
- オープニング
  - D☆DATE「CATCH A TRAIN!」（NAYUTAWAVE RECORDS）